# Ik leef niet meer voor jou
Ik leef niet meer voor jou is een nummer van de Nederlandse zanger Marco Borsato uit 1996. Het is de derde single van zijn vijfde studioalbum Als geen ander. Het nummer gaat over een jongen die zijn meisje zat is, en op het punt staat haar te verlaten. Het nummer is een cover van Cervo a primavera van Riccardo Cocciante uit 1980. De tekst is niet hetzelfde, maar herschreven.
Het is een van de bekendste nummers van Borsato. In de Nederlandse Top 40 haalde het nummer de 8e positie, en in de Vlaamse Ultratop 50 haalde het de 17e positie.

## Hitnoteringen

### Vlaamse Ultratop 50
| Hitnotering: 24-02-1996 t/m 02-03-1996 en 30-03-1996 t/m 11-05-1996 | Hitnotering: 24-02-1996 t/m 02-03-1996 en 30-03-1996 t/m 11-05-1996 | Hitnotering: 24-02-1996 t/m 02-03-1996 en 30-03-1996 t/m 11-05-1996 | Hitnotering: 24-02-1996 t/m 02-03-1996 en 30-03-1996 t/m 11-05-1996 | Hitnotering: 24-02-1996 t/m 02-03-1996 en 30-03-1996 t/m 11-05-1996 | Hitnotering: 24-02-1996 t/m 02-03-1996 en 30-03-1996 t/m 11-05-1996 | Hitnotering: 24-02-1996 t/m 02-03-1996 en 30-03-1996 t/m 11-05-1996 | Hitnotering: 24-02-1996 t/m 02-03-1996 en 30-03-1996 t/m 11-05-1996 | Hitnotering: 24-02-1996 t/m 02-03-1996 en 30-03-1996 t/m 11-05-1996 | Hitnotering: 24-02-1996 t/m 02-03-1996 en 30-03-1996 t/m 11-05-1996 | Hitnotering: 24-02-1996 t/m 02-03-1996 en 30-03-1996 t/m 11-05-1996 | Hitnotering: 24-02-1996 t/m 02-03-1996 en 30-03-1996 t/m 11-05-1996 |
| Week                                                                | 1                                                                   | 2                                                                   |                                                                     | 3                                                                   | 4                                                                   | 5                                                                   | 6                                                                   | 7                                                                   | 8                                                                   | 9                                                                   |                                                                     |
| ------------------------------------------------------------------- | ------------------------------------------------------------------- | ------------------------------------------------------------------- | ------------------------------------------------------------------- | ------------------------------------------------------------------- | ------------------------------------------------------------------- | ------------------------------------------------------------------- | ------------------------------------------------------------------- | ------------------------------------------------------------------- | ------------------------------------------------------------------- | ------------------------------------------------------------------- | ------------------------------------------------------------------- |
| Positie                                                             | 45                                                                  | 42                                                                  | uit                                                                 | 38                                                                  | 17                                                                  | 21                                                                  | 25                                                                  | 29                                                                  | 30                                                                  | 43                                                                  | uit                                                                 |

### NPO Radio 2 Top 2000
| Nummer met noteringen in de NPO Radio 2 Top 2000 | '99 | '00 | '01 | '02 | '03 | '04 | '05 | '06 | '07 | '08 | '09 | '10 | '11 | '12 | '13 | '14  | '15 | '16  | '17  | '18 | '19 | '20  | '21  | '22  | '23  | '24  |
| ------------------------------------------------ | --- | --- | --- | --- | --- | --- | --- | --- | --- | --- | --- | --- | --- | --- | --- | ---- | --- | ---- | ---- | --- | --- | ---- | ---- | ---- | ---- | ---- |
| Ik leef niet meer voor jou                       | 327 | -   | 295 | 464 | 490 | 224 | 318 | 369 | 472 | 363 | 364 | 789 | 753 | 861 | 912 | 1203 | 918 | 1182 | 1259 | 999 | 951 | 1331 | 1607 | 1967 | 1477 | 1238 |

1. ↑  Een '-' betekent dat het nummer niet was genoteerd en een vetgedrukt getal geeft de hoogste notering aan.